# 斎藤准一郎
斎藤 准一郎（さいとう しゅんいちろう、1987年8月11日 - ）は日本のミュージカル俳優である。兵庫県西宮市出身。元劇団四季所属。現在、合同会社９Lives所属。

## 来歴
双子の兄とともに子役として活動を開始し、東宝ミュージカル『サウンド オブ ミュージック』にて舞台デビュー。その後ダンスオブハーツを経て、2004年に演劇ユニットAxleに参加。その後劇団四季オーディションに合格し、2007年4月に47期研究生として劇団四季研究所入所した。2014年に劇団四季を退団。現在、合同会社９Lives所属。

## 人物
劇団四季所属の斎藤洋一郎は双子の兄で劇団四季ソング&ダンス The Spiritでは共に舞台に立っている。

## 主な出演作品
- サウンド オブ ミュージック（フリードリッヒ）
- 最遊記歌劇伝（孫悟空）
- 11人いる!（フロルベリチェリ・フロル）
- BANANA FISH（奥村英二）

### 劇団四季
- 劇団四季 ソング&ダンス55ステップス（ダンサー）
- むかしむかしゾウがきた（太郎坊）
- 赤毛のアン（ギルバート・ブライス）
- ウエストサイド物語（チノ）
- ウィキッド（チステリー）
- 劇団四季ソング&ダンス The Spirit（ダンサー）
- リトルマーメイド

### その他
- 超歌劇 幕末Rock（2014年）
- WAYOUT（2015年）
- ファウスト〜最後の聖戦〜（ロビン隊長/2015年）
- ONE MAN STANDING（2016年）
- TARO〜Shall We TARO?（2016年）
- サギムスメ（鷺沼正春/2016年）
- FRAG 〜新撰組 Symphony of Destruction〜（清河八郎/2016年）
- ミス・サイゴン（2016年〜2017年）
- げんせんじゃ～！〜宝や旅館〜（2017年）
- TRICKSTER〜the STAGE〜（2017年）
- マリオネット（ピエール/2017年）
- サギムスメ2017〜人生晴れたり曇ったり〜（2017年）
- 超体感ステージ「キャプテン翼」（2017年）
- ロイヤルホストクラブ（花咲愛人/2017年）
- メリー・ポピンズ（アーネスト/2018年）
- Only You〜ぼくらのROMEO&JULIET〜（2018年）
- TOPHAT（2018年）
- マニアック（イルカ/2019年）
- スペリング・ビー（チップ/2019年）
- 人生のピース（河北/2019年）
- sign（2019年）
- ウエスト・サイド・ストーリーSeason1（ぺぺ/2019年〜2020年）
- イリュージョニスト（2021年）
- BARNUM（2021年）
- オリバー!（ノア・クレイポール/2021年）
- メリー・ポピンズ（アーネスト/2022年）
- リトル・ゾンビガール（カイ/2022年）
- りんご（宇宙人/2022年）
- マチルダ（ルドルフォ/脱出名人/ミスター・ワームウッド/2023年）
- ラグタイム（車掌、他/2023年）
- 赤と黒（2023年）
- 20世紀号に乗って（車掌（フラナガン）/2024年）[2]
- ファンレター（イ・テジュン/2024年）[3]
- 天保十二年のシェイクスピア（2024年〜2025年）[4]
- ホリデイ・イン（2025年）[5]
- “ever”Naoto Kaiho 30th Concert(2025年）

### テレビ
- それいけ!アンパンマンくらぶ （2018年10月〜2023年3月うたのお兄さんとして出演、BS日テレ）